# Ischiopsopha rugata
Ischiopsopha rugata är en skalbaggsart som beskrevs av Blanchard 1842. Ischiopsopha rugata ingår i släktet Ischiopsopha och familjen Cetoniidae. Inga underarter finns listade i Catalogue of Life.